# Actina amoena
Actina amoena är en tvåvingeart som först beskrevs av Günther Enderlein 1921.  Actina amoena ingår i släktet Actina och familjen vapenflugor. Inga underarter finns listade i Catalogue of Life.